# 板桥镇 (泌阳县)
板桥镇 ，是中国河南省驻马店市泌阳县下辖的一个乡镇级行政单位。

## 行政区划
板桥镇 共辖以下地区：
板桥村、程楼村、白果树村、江林村、夏庄村、英刘村、胡楼村、崔张楼村、张秀庄村、关刘庄村、大路庄村、任张楼村、百秩店村、水田村、林庄村、刘沟村、许小庄村、口门村、陡嘴村、马冲村。